# HAT-P-66
HAT-P-66 — одиночная звезда в созвездии Большой Медведицы на расстоянии приблизительно 3023 световых лет (около 927 парсек) от Солнца. Видимая звёздная величина звезды — +12,993m. Возраст звезды определён как около 4,266 млрд лет.
Вокруг звезды обращается, как минимум, одна планета.

## Характеристики
HAT-P-66 — жёлтая звезда спектрального класса G0. Масса — около 1,255 солнечной, радиус — около 1,74 солнечного, светимость — около 4,704 солнечной. Эффективная температура — около 6003 K.

## Планетная система
В 2016 году командой астрономов, работающих в рамках проекта HATNet, было объявлено об открытии планеты HAT-P-66 b.